# 姚氏宗祠
姚氏宗祠位於四川省達州市宣漢縣毛壩鄉，文物遺址年代判定為清。2002年12月27日公佈為四川省第六批省級文物保護單位。